# Ciclismo ai XVIII Giochi del Commonwealth
Le gare di ciclismo ai XVIII Giochi del Commonwealth si svolsero dal 16 al 26 marzo 2006 a Melbourne.

## Medagliere
| #      | Nazione       | Oro | Argento | Bronzo | Totale |
| ------ | ------------- | --- | ------- | ------ | ------ |
| 1      | Australia     | 11  | 8       | 5      | 24     |
| 2      | Inghilterra   | 4   | 5       | 2      | 11     |
| 3      | Scozia        | 1   | 1       | 4      | 6      |
| 4      | Canada        | 1   | 1       | 3      | 5      |
| 5      | Isola di Man  | 1   | 0       | 0      | 1      |
| 6      | Nuova Zelanda | 0   | 2       | 2      | 4      |
| 7      | Sudafrica     | 0   | 1       | 0      | 1      |
| 8      | Galles        | 0   | 0       | 2      | 2      |
| Totale | Totale        | 18  | 18      | 18     | 54     |

## Podi

### Uomini
| Evento                   | Oro                                                             | Prestazione | Argento                                                                   | Prestazione | Bronzo                                                              | Prestazione |
| Ciclismo su strada       |                                                                 |             |                                                                           |             |                                                                     |             |
| Corsa in linea           | Mathew Hayman                                                   | 4.05′09″    | David George                                                              | a 4"        | Allan Davis                                                         | s.t.        |
| Corsa a cronometro       | Nathan O'Neill                                                  | 48'39"      | Ben Day                                                                   | a 24"       | Gordon McCauley                                                     | a 1'13"     |
| Ciclismo su pista        |                                                                 |             |                                                                           |             |                                                                     |             |
| Inseguimento individuale | Paul Manning                                                    |             | Rob Hayles                                                                |             | Steve Cummings                                                      |             |
| Inseguimento a squadre   | Inghilterra Steve Cummings Rob Hayles Paul Manning Chris Newton |             | Australia Matthew Goss Ashley Hutchinson Mark Jamieson Stephen Wooldridge |             | Nuova Zelanda Hayden Godfrey Timothy Gudsell Peter Latham Marc Ryan |             |
| Velocità individuale     | Ryan Bayley                                                     |             | Ross Edgar                                                                |             | Travis Smith                                                        |             |
| Velocità a squadre       | Scozia Ross Edgar Chris Hoy Craig MacLean                       |             | Inghilterra Matthew Crampton Jason Queally Jamie Staff                    |             | Australia Ryan Bayley Shane Kelly Shane Perkins                     |             |
| Corsa a punti            | Sean Finning                                                    | 137         | Hayden Roulston                                                           | 119         | Geraint Thomas                                                      | 110         |
| Scratch                  | Mark Cavendish                                                  |             | Ashley Hutchinson                                                         |             | James McCallum                                                      |             |
| Keirin                   | Ryan Bayley                                                     |             | Travis Smith                                                              |             | Ross Edgar                                                          |             |
| Km a cronometro          | Ben Kersten                                                     |             | Jason Queally                                                             |             | Chris Hoy                                                           |             |
| Mountain biking          |                                                                 |             |                                                                           |             |                                                                     |             |
| Cross country            | Liam Killeen                                                    | 2.13′11″    | Oli Beckingsale                                                           | a 15"       | Seamus Patrick McGrath                                              | a 32"       |

### Donne
| Evento                   | Oro                  | Prestazione | Argento            | Prestazione | Bronzo        | Prestazione |
| Ciclismo su strada       |                      |             |                    |             |               |             |
| Corsa in linea           | Natalie Bates        | 2.56′08″    | Oenone Wood        | a 3'05"     | Nicole Cooke  | s.t.        |
| Corsa a cronometro       | Oenone Wood          | 37'40"      | Kathy Watt         | a 16"       | Sara Carrigan | a 20"       |
| Ciclismo su pista        |                      |             |                    |             |               |             |
| Inseguimento individuale | Katie Mactier        |             | Kathy Bates        |             | Emma Jones    |             |
| Velocità individuale     | Victoria Pendleton   |             | Anna Meares        |             | Kerrie Meares |             |
| Corsa a punti            | Kathy Bates          | 30          | Rochelle Gilmore   | 21          | Kate Cullen   | 13          |
| 500 m a cronometro       | Anna Meares          |             | Victoria Pendleton |             | Kerrie Meares |             |
| Mountain biking          |                      |             |                    |             |               |             |
| Cross country            | Marie-Hélène Prémont | 1.55′04″    | Rosara Joseph      | a 1′27"     | Kiara Bisaro  | a 2′55"     |